# Казахстан на літніх Олімпійських іграх 2016

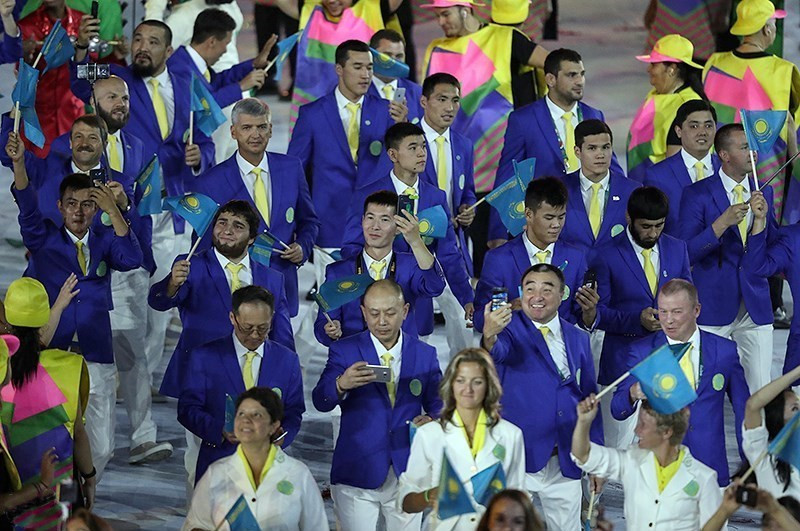
Казахстан на церемонії відікриття Олімпійських ігор 2016.

Казахстан на літніх Олімпійських іграх 2016 представляли 104 спортсмени в 17 видах спорту.

## Медалісти
| Медаль | Ім'я                 | Вид спорту     | Змагання                     | Дата      |
| ------ | -------------------- | -------------- | ---------------------------- | --------- |
| 1      | Ніджат Рагімов       | Важка атлетика | до 77 кг (чоловіки)          | 10 серпня |
| 1      | Дмитро Баландін      | Плавання       | 200 метрів брасом (чоловіки) | 10 серпня |
| 1      | Даніяр Єлеусінов     | Бокс           | до 69 кг (чоловіки)          | 17 серпня |
| 2      | Єлдос Сметов         | Дзюдо          | до 60 кг (чоловіки)          | 6 серпня  |
| 2      | Жазіра Жаппаркуль    | Важка атлетика | до 69 кг (жінки)             | 10 серпня |
| 2      | Василь Левіт         | Бокс           | до 91 кг (чоловіки)          | 15 серпня |
| 2      | Адільбек Ніязимбетов | Бокс           | до 81 кг (чоловіки)          | 18 серпня |
| 2      | Гюзель Манюрова      | Боротьба       | до 75 кг (жінки)             | 18 серпня |
| 3      | Отгонцецег Галбадрах | Дзюдо          | до 48 кг (жінки)             | 6 серпня  |
| 3      | Фархад Харкі         | Важка атлетика | до 62 кг (чоловіки)          | 8 серпня  |
| 3      | Каріна Горічева      | Важка атлетика | до 63 кг (жінки)             | 9 серпня  |
| 3      | Ольга Рипакова       | Легка атлетика | потрійний стрибок (жінки)    | 14 серпня |
| 3      | Олександр Зайчиков   | Важка атлетика | до 105 кг (чоловіки)         | 15 серпня |
| 3      | Ельміра Сиздикова    | Боротьба       | до 69 кг (жінки)             | 17 серпня |
| 3      | Катерина Ларіонова   | Боротьба       | до 63 кг (жінки)             | 18 серпня |
| 3      | Іван Дичко           | Бокс           | понад 91 кг (чоловіки)       | 19 серпня |
| 3      | Даріга Шакімова      | Boxing         | до 75 кг (жінки)             | 19 серпня |

| Медалі за видом спорту | Медалі за видом спорту | Медалі за видом спорту | Медалі за видом спорту | Медалі за видом спорту |
| ---------------------- | ---------------------- | ---------------------- | ---------------------- | ---------------------- |
| Вид спорту             | 1                      | 2                      | 3                      | Загалом                |
| Бокс                   | 1                      | 2                      | 2                      | 5                      |
| Важка атлетика         | 1                      | 1                      | 3                      | 5                      |
| Плавання               | 1                      | 0                      | 0                      | 1                      |
| Боротьба               | 0                      | 1                      | 2                      | 3                      |
| Дзюдо                  | 0                      | 1                      | 1                      | 2                      |
| Легка атлетика         | 0                      | 0                      | 1                      | 1                      |
| Загалом                | 3                      | 5                      | 9                      | 17                     |

| Медалі за днями | Медалі за днями | Медалі за днями | Медалі за днями | Медалі за днями | Медалі за днями |
| --------------- | --------------- | --------------- | --------------- | --------------- | --------------- |
| День            | Дата            | 1               | 2               | 3               | Загалом         |
| День 1          | 6 серпня        | 0               | 1               | 1               | 2               |
| День 2          | 7 серпня        | 0               | 0               | 0               | 0               |
| День 3          | 8 серпня        | 0               | 0               | 1               | 1               |
| День 4          | 9 серпня        | 0               | 0               | 1               | 1               |
| День 5          | 10 серпня       | 2               | 1               | 0               | 3               |
| День 6          | 11 серпня       | 0               | 0               | 0               | 0               |
| День 7          | 12 серпня       | 0               | 0               | 0               | 0               |
| День 8          | 13 серпня       | 0               | 0               | 0               | 0               |
| День 9          | 14 серпня       | 0               | 0               | 1               | 1               |
| День 10         | 15 серпня       | 0               | 1               | 1               | 2               |
| День 11         | 16 серпня       | 0               | 0               | 0               | 0               |
| День 12         | 17 серпня       | 1               | 0               | 1               | 0               |
| День 13         | 18 серпня       | 0               | 2               | 1               | 3               |
| День 14         | 19 серпня       | 0               | 0               | 2               | 2               |
| Загалом         | Загалом         | 3               | 5               | 9               | 17              |

## Стрільба з лука
Двоє казахських лучників (по одному кожної статі) кваліфікувались на індивідуальні змагання з класичного лука, здобувши дві путівки з трьох доступних на Чемпіонаті Азії зі стрільби з лука 2015, що пройшов у Бангкоку (Таїланд).
| Спортсмен         | Змагання                          | Попередній раунд | Попередній раунд | Раунд 1/64                    | Раунд 1/32                | Раунд 1/16         | Чвертьфінали       | Півфінали          | Фінал / BM         | Фінал / BM       |
| Спортсмен         | Змагання                          | Результат        | Місце            | Суперник Результат            | Суперник Результат        | Суперник Результат | Суперник Результат | Суперник Результат | Суперник Результат | Місце            |
| ----------------- | --------------------------------- | ---------------- | ---------------- | ----------------------------- | ------------------------- | ------------------ | ------------------ | ------------------ | ------------------ | ---------------- |
| Султан Дузельбаєв | індивідуальна першість (чоловіки) | 648              | 48               | Гу Сюесун (CHN) W 6–4         | Мауро Несполі (ITA) L 0–6 | Завершив виступ    | Завершив виступ    | Завершив виступ    | Завершив виступ    | Завершив виступ  |
| Луїза Сайдієва    | індивідуальна першість (жінки)    | 625              | 36               | Анастасія Павлова (UKR) L 0–6 | Завершила виступ          | Завершила виступ   | Завершила виступ   | Завершила виступ   | Завершила виступ   | Завершила виступ |

## Легка атлетика
Казахські легкоатлети кваліфікувалися у таких дисциплінах (не більш як 3 спортсмени в кожній дисципліні):
Легенда
- Примітка – для трекових дисциплін місце вказане лише для забігу, в якому взяв участь спортсмен
- Q = пройшов у наступне коло напряму
- q = пройшов у наступне коло за добором (для трекових дисциплін - найшвидші часи серед тих, хто не пройшов напряму; для технічних дисциплін - увійшов до визначеної кількості фіналістів за місцем якщо напряму пройшло менше спортсменів, ніж визначена кількість)
- NR = Національний рекорд
- N/A = Коло відсутнє у цій дисципліні
- Bye = Спортсменові не потрібно змагатись у цьому колі

Чоловіки
Трекові і шосейні дисципліни
| Спортсмен        | Змагання          | Попередній забіг | Попередній забіг | Півфінал        | Півфінал        | Фінал           | Фінал           |
| Спортсмен        | Змагання          | Результат        | Місце            | Результат       | Місце           | Результат       | Місце           |
| ---------------- | ----------------- | ---------------- | ---------------- | --------------- | --------------- | --------------- | --------------- |
| Дмитро Коблов    | 400 м з бар'єрами | 49.87            | 6                | Завершив виступ | Завершив виступ | Завершив виступ | Завершив виступ |
| Михайло Красилов | Марафон           | Н/Д              | Н/Д              | Н/Д             | Н/Д             | 2:26:11         | 101             |
| Георгій Шейко    | ходьба на 20 км   | Н/Д              | Н/Д              | Н/Д             | Н/Д             | 1:23:31         | 34              |

Технічні дисципліни
| Спортсмен     | Змагання          | Кваліфікація       | Кваліфікація | Фінал              | Фінал           |
| Спортсмен     | Змагання          | Результат у метрах | Місце        | Результат у метрах | Місце           |
| ------------- | ----------------- | ------------------ | ------------ | ------------------ | --------------- |
| Іван Іванов   | штовхання ядра    | 17.38              | 33           | Завершив виступ    | Завершив виступ |
| Євген Лабутов | метання диска     | 55.54              | 31           | Завершив виступ    | Завершив виступ |
| Роман Валієв  | потрійний стрибок | NM                 | —            | Завершив виступ    | Завершив виступ |

Жінки
Трекові і шосейні дисципліни
| Спортсменка | Змагання                      | Попередній забіг | Попередній забіг | Чвертьфінал | Чвертьфінал | Півфінал         | Півфінал         | Фінал            | Фінал            |
| Спортсменка | Змагання                      | Результат        | Місце            | Результат   | Місце       | Результат        | Місце            | Результат        | Місце            |
| --- | ----------------------------- | ---------------- | ---------------- | ----------- | ----------- | ---------------- | ---------------- | ---------------- | ---------------- |
| Діана Айдосова | ходьба на 20 км               | Н/Д              | Н/Д              | Н/Д         | Н/Д         | Н/Д              | Н/Д              | 1:44:49          | 62               |
| Римма Кашафутдінова | 100 м                         | Bye              | Bye              | 11.84       | 7           | Завершила виступ | Завершила виступ | Завершила виступ | Завершила виступ |
| Анастасія Кудінова | 400 м                         | 56.03            | 7                | Н/Д         | Н/Д         | Завершила виступ | Завершила виступ | Завершила виступ | Завершила виступ |
| Еліна Міхіна | 400 м                         | 53.83            | 6                | Н/Д         | Н/Д         | Завершила виступ | Завершила виступ | Завершила виступ | Завершила виступ |
| Маргарита Мукашева | 800 м                         | 2:00.97          | 5                | Н/Д         | Н/Д         | Завершила виступ | Завершила виступ | Завершила виступ | Завершила виступ |
| Поліна Репіна | ходьба на 20 км               | Н/Д              | Н/Д              | Н/Д         | Н/Д         | Н/Д              | Н/Д              | DSQ              | DSQ              |
| Анастасія Пилипенко | 100 з бар'єрами               | 13.29            | 8                | Н/Д         | Н/Д         | Завершила виступ | Завершила виступ | Завершила виступ | Завершила виступ |
| Олександра Романова | 400 м з бар'єрами             | 59.36            | 8                | Н/Д         | Н/Д         | Завершила виступ | Завершила виступ | Завершила виступ | Завершила виступ |
| Ольга Сафронова | 100 м                         | Bye              | Bye              | 11.50       | 5           | Завершила виступ | Завершила виступ | Завершила виступ | Завершила виступ |
| Ольга Сафронова | 200 м                         | 23.29            | 4                | Н/Д         | Н/Д         | Завершила виступ | Завершила виступ | Завершила виступ | Завершила виступ |
| Ірина Смольнікова | Марафон                       | Н/Д              | Н/Д              | Н/Д         | Н/Д         | Н/Д              | Н/Д              | 3:00:31          | 122              |
| Гульжанат Жанатбек | Марафон                       | Н/Д              | Н/Д              | Н/Д         | Н/Д         | Н/Д              | Н/Д              | DNF              | DNF              |
| Вікторія Зябкіна | 100 м                         | Bye              | Bye              | 11.69       | 5           | Завершила виступ | Завершила виступ | Завершила виступ | Завершила виступ |
| Вікторія Зябкіна | 200 м                         | 23.34            | 7                | Н/Д         | Н/Д         | Завершила виступ | Завершила виступ | Завершила виступ | Завершила виступ |
| Світлана Голендова Римма Кашафутдінова Анастасія Пилипенко Юлія Рахманова Ольга Сафронова Анастасія Тулапіна Вікторія Зябкіна | естафета 4×100 метрів (жінки) | DSQ              | DSQ              | Н/Д         | Н/Д         | Н/Д              | Н/Д              | Завершили виступ | Завершили виступ |

Технічні дисципліни
| Спортсмен       | Змагання          | Кваліфікація      | Кваліфікація | Фінал             | Фінал            |
| Спортсмен       | Змагання          | Відстань у метрах | Місце        | Відстань у метрах | Місце            |
| --------------- | ----------------- | ----------------- | ------------ | ----------------- | ---------------- |
| Ірина Єктова    | потрійний стрибок | 13.33             | 16           | Завершила виступ  | Завершила виступ |
| Катерина Ектова | потрійний стрибок | 13.51             | 15           | Завершила виступ  | Завершила виступ |
| Ольга Рипакова  | потрійний стрибок | 14.39             | 2 Q          | 14.74             | 3                |
| Марія Телушкіна | метання диска     | 45.33             | 32           | Завершила виступ  | Завершила виступ |

## Бокс
Казахстан надіслав на Олімпійські ігри 12 боксерів (10 чоловіків і 2 жінки). Берік Абдрахманов і дворазовий учасник Олімпійських ігор Біржан Жакипов стали першими казахами, що здобули путівки на цю Олімпіаду, обидва посівши одне з перших двох місць у серії AIBA Pro Boxing, тоді як Василь Левіт пройшов через World Series of Boxing.
Учасник Олімпіади 2012 Даніяр Єлеусінов став єдиним казахом, який потрапив на Олімпіаду через Чемпіонат світу з боксу 2015. Тоді як ще сім боксерів (Єралієв, Саттибаєв, Жуссупов, Алімханули, Ніязимбетов, Дичко, і Шакімова) здобули свої олімпійські путівки на Азійському і океанському олімпійському кваліфікаційному турнірі 2016, що пройшов у Цяньані (Китай).
Жайна Шекербекова доповнила казахську боксерську команду, перемігши в чвертьфіналі Чемпіонату світу 2016 у Астані.
Чоловіки
| Спортсмен            | Змагання    | Раунд 1/32                   | Раунд 1/16                        | Чвертьфінали                  | Півфінали                    | Фінал                           | Фінал           |
| Спортсмен            | Змагання    | Суперник Результат           | Суперник Результат                | Суперник Результат            | Суперник Результат           | Суперник Результат              | Місце           |
| -------------------- | ----------- | ---------------------------- | --------------------------------- | ----------------------------- | ---------------------------- | ------------------------------- | --------------- |
| Біржан Жакипов       | до 49 кг    | Bye                          | Матіас Амуньєла (NAM) W 3–0       | Хасанбой Дусматов (UZB) L 0–3 | Завершив виступ              | Завершив виступ                 | Завершив виступ |
| Олжас Саттибаєв      | до 52 кг    | Хав'єр Сінтрон (PUR) W 2–1   | Ельвін Мамішзаде (AZE) L 0–3      | Завершив виступ               | Завершив виступ              | Завершив виступ                 | Завершив виступ |
| Кайрат Єралієв       | до 56 кг    | Джавід Челебієв (AZE) W 2–1  | Муроджон Ахмадалієв (UZB) L 0–3   | Завершив виступ               | Завершив виступ              | Завершив виступ                 | Завершив виступ |
| Берік Абдрахманов    | до 60 кг    | Карлос Бальдерас (USA) L 0–3 | Завершив виступ                   | Завершив виступ               | Завершив виступ              | Завершив виступ                 | Завершив виступ |
| Абилайхан Жуссупов   | до 64 кг    | Пет Маккормак (GBR) L 1–2    | Завершив виступ                   | Завершив виступ               | Завершив виступ              | Завершив виступ                 | Завершив виступ |
| Даніяр Єлеусінов     | до 69 кг    | Bye                          | Джош Келлі (GBR) W 3–0            | Габріель Маестре (VEN) W 3–0  | Сулейман Сіссоко (FRA) W 3–0 | Шахрам Гіясов (UZB) W 3–0       | 1               |
| Жанібек Алімханули   | до 75 кг    | Ентоні Фавлер (GBR) W 3–0    | Ільяс Аббаді (ALG) W 3–0          | Камран Шахсуварлі (AZE) L 1–2 | Завершив виступ              | Завершив виступ                 | Завершив виступ |
| Адільбек Ніязимбетов | до 81 кг    | Bye                          | Михайло Долголевець (BLR) W 3–0   | Теймур Маммадов (AZE) W 3–0   | Джошуа Буатсі (GBR) W 3–0    | Хуліо Сезар Ла Круз (CUB) L 0–3 | 2               |
| Василь Левіт         | до 91 кг    | Bye                          | Юй Фенкай (CHN) W TKO             | Кеннеді Сен-Пєрр (MRI) W 3–0  | Ерісланді Савон (CUB) W 3–0  | Євген Тищенко (RUS) L 0–3       | 2               |
| Іван Дичко           | понад 91 кг | Bye                          | Магомедрасул Маджидов (AZE) W 3–0 | Ефе Аджагба (NGR) W 3–0       | Джозеф Джойс (GBR) L 0–3     | Завершив виступ                 | 3               |

Жінки
| Спортсменка       | Змагання | Раунд 1/16               | Чвертьфінали                 | Півфінали                  | Фінал               | Фінал            |
| Спортсменка       | Змагання | Суперниця Результат      | Суперниця Результат          | Суперниця Результат        | Суперниця Результат | Місце            |
| ----------------- | -------- | ------------------------ | ---------------------------- | -------------------------- | ------------------- | ---------------- |
| Жайна Шекербекова | до 51 кг | Bye                      | Сара Урамуне (FRA) L 0–3     | Завершила виступ           | Завершила виступ    | Завершила виступ |
| Даріга Шакімова   | до 75 кг | Аріан Фортін (CAN) W 2–1 | Хадіжа Ель-Марді (MAR) W 3–0 | Кларесса Шилдс (USA) L 0–3 | Завершила виступ    | 3                |

## Веслування на байдарках і каное

### Слалом
Казахські каноїсти кваліфікувалися щонайбільше по одному човні в кожній з наведених нижче дисциплін через Чемпіонат світу зі слалому на байдарках і каное 2015 і Чемпіонат Азії 2016.
| Спортсмен         | Дисципліна | Попередні запливи | Попередні запливи | Попередні запливи | Попередні запливи | Попередні запливи | Попередні запливи | Півфінал         | Півфінал         | Фінал            | Фінал            |
| Спортсмен         | Дисципліна | Заплив 1          | Місце             | Заплив 2          | Місце             | Кращий            | Місце             | Час              | Місце            | Час              | Місце            |
| ----------------- | ---------- | ----------------- | ----------------- | ----------------- | ----------------- | ----------------- | ----------------- | ---------------- | ---------------- | ---------------- | ---------------- |
| Катерина Смирнова | жінки Б-1  | 127.64            | 19                | 119.80            | 14                | 119.80            | 19                | Завершила виступ | Завершила виступ | Завершила виступ | Завершила виступ |

### Спринт
Казахські каноїсти кваліфікувалися щонайбільше по одному човні в кожній з наведених нижче дисциплін через Чемпіонат світу з веслування на байдарках і каное 2015. Казахську команду зі спринту на байдарках і каное, до складу якої увійшла учасниця Олімпіади 2012 Наталія Сергеєва і двійка байдарочників Євген Алєксєєв та Олексій Дергунов, офіційно оголосили 24 липня 2016 року.
Чоловіки
| Спортсмен                                                            | Змагання   | Попередні запливи | Попередні запливи | Півфінали       | Півфінали       | Фінал           | Фінал           |
| Спортсмен                                                            | Змагання   | Час               | Місце             | Час             | Місце           | Час             | Місце           |
| -------------------------------------------------------------------- | ---------- | ----------------- | ----------------- | --------------- | --------------- | --------------- | --------------- |
| Олексій Дергунов                                                     | Б-1 200 м  | 36.647            | 8                 | Завершив виступ | Завершив виступ | Завершив виступ | Завершив виступ |
| Ілля Голендов                                                        | Б-1 1000 м | 3:37.953          | 7                 | Завершив виступ | Завершив виступ | Завершив виступ | Завершив виступ |
| Тімур Хайдаров                                                       | К-1 200 м  | 40.492            | 4 Q               | 41.079          | 5 FB            | 40.549          | 14              |
| Тімур Хайдаров                                                       | К-1 1000 м | 5:30.030          | 6 Q               | 5:33.919        | 8               | Завершив виступ | Завершив виступ |
| Євген Алєксєєв Олексій Дергунов                                      | Б-2 1000 м | 3:30.433          | 6 Q               | 3:18.858        | 4 FB            | 3:20.827        | 11              |
| Сергій Токарницький Андрій Єргучов                                   | Б-2 200 м  | 33.807            | 5 Q               | 35.151          | 5 FB            | 35.427          | 12              |
| Ілля Голендов Сергій Токарницький Олександр Ємельянов Андрій Єргучов | Б-4 1000 м | 3:04.883          | 7 Q               | 3:00.592        | 4 FB            | 3:08.715        | 10              |

Жінки
| Спортсменка                                                   | Змагання  | Попередні запливи | Попередні запливи | Півфінали | Півфінали | Фінал            | Фінал            |
| Спортсменка                                                   | Змагання  | Час               | Місце             | Час       | Місце     | Час              | Місце            |
| ------------------------------------------------------------- | --------- | ----------------- | ----------------- | --------- | --------- | ---------------- | ---------------- |
| Зоя Ананченко                                                 | Б-1 500 м | 1:58.136          | 5 Q               | 2:01.660  | 7         | Завершила виступ | Завершила виступ |
| Інна Клінова                                                  | Б-1 200 м | 41.030            | 4 Q               | 40.381    | 3 FA      | 41.521           | 8                |
| Ірина Подойнікова Наталія Сергеєва                            | Б-2 500 м | 1:45.369          | 3 Q               | 1:43.577  | 3 FA      | 1:48.361         | 7                |
| Зоя Ананченко Інна Клінова Ірина Подойнікова Наталія Сергеєва | Б-4 500 м | 1:36.127          | 4 Q               | 1:37.423  | 5 FB      | 1:39.419         | 10               |

Пояснення до кваліфікації: FA = Кваліфікувались до фіналу A (за медалі); FB = Кваліфікувались до фіналу B (не за медалі)

## Велоспорт

### Шосе
Казахські велосипедисти здобули два місця на шосейну олімпійську гонку, оскільки їхня національна збірна посіла 4-те місце на Азійському Турі UCI 2015. Для участі в Олімпійських іграх Казахстан обрав новачків Бахтіяра Кожатаєва і Олексія Луценка.
30 липня 2016 року Луценко відмовився від участі в Іграх через травму ступні в результаті автомобільної аварії під час тренування у Франції, тож його місце дісталося товаришу по збірній Андрієві Зейцу.
| Спортсмен        | Змагання                           | Час        | Місце |
| ---------------- | ---------------------------------- | ---------- | ----- |
| Бахтіяр Кожатаєв | групова шосейна гонка (чоловіки)   | 6:30:05    | 61    |
| Андрій Зейц      | групова шосейна гонка (чоловіки)   | 6:10:30    | 8     |
| Андрій Зейц      | роздільна шосейна гонка (чоловіки) | 1:18:47.63 | 24    |

### Трек
Після звершення Чемпіонату світу з трекових велоперегонів 2016, Казахстан виставив для участі в Олімпіаді одного спортсмена на змагання з омніуму, за результатами його власного виступу на тому змаганні.
Омніум
| Спортсмен     | Дисципліна        | Скретч | Скретч | Індивідуальна гонка переслідування | Індивідуальна гонка переслідування | Індивідуальна гонка переслідування | Гонка на вибування | Гонка на вибування | Гіт з місця на 1 км | Гіт з місця на 1 км | Гіт з місця на 1 км | Гіт з ходу на 250 м | Гіт з ходу на 250 м | Гіт з ходу на 250 м | Гонка за очками | Гонка за очками | Загалом очок | Місце |
| Спортсмен     | Дисципліна        | Місце  | Очки   | Час                                | Місце                              | Очки                               | Місце              | Очки               | Час                 | Місце               | Очки                | Час                 | Місце               | Очки                | Очки            | Місце           | Загалом очок | Місце |
| ------------- | ----------------- | ------ | ------ | ---------------------------------- | ---------------------------------- | ---------------------------------- | ------------------ | ------------------ | ------------------- | ------------------- | ------------------- | ------------------- | ------------------- | ------------------- | --------------- | --------------- | ------------ | ----- |
| Артем Захаров | омніум (чоловіки) | 12     | 22     | 4:32.503                           | 15                                 | 12                                 | 5                  | 32                 | 1:03.941            | 10                  | 22                  | 13.446              | 13                  | 16                  | 7               | 8               | 111          | 10    |

## Фехтування
Казахстан надіслав на Олімпійські ігри одного фехтувальника. Ілля Мокрецов кваліфікувався на змагання шаблістів, посівши одне з перших трьох місць на Азійському кваліфікаційному турнірі, що пройшов у місті Усі (Китай).
| Спортсмен     | Змагання                       | Раунд 1/32                | Раунд 1/16         | Чвертьфінал        | Півфінал           | Фінал / BM         | Фінал / BM      |
| Спортсмен     | Змагання                       | Суперник Результат        | Суперник Результат | Суперник Результат | Суперник Результат | Суперник Результат | Місце           |
| ------------- | ------------------------------ | ------------------------- | ------------------ | ------------------ | ------------------ | ------------------ | --------------- |
| Ілля Мокрецов | індивідуальна шабля (чоловіки) | Деріл Гомер (USA) L 11–15 | Завершив виступ    | Завершив виступ    | Завершив виступ    | Завершив виступ    | Завершив виступ |

## Гімнастика

### Художня гімнастика
Казахстан виставив на Олімпійські ігри одну гімнастку в індивідуальному багатоборстві, здобувши одне з 8-ми розігруваних місць на Олімпійському тестовому турнірі 2016, що проходив у Ріо-де-Жанейро.
| Спортсменка      | Дисципліна    | Кваліфікація | Кваліфікація | Кваліфікація | Кваліфікація | Кваліфікація | Кваліфікація | Фінал            | Фінал            | Фінал            | Фінал            | Фінал            | Фінал            |
| Спортсменка      | Дисципліна    | Обруч        | М'яч         | Булави       | Стрічка      | Загалом      | Місце        | Обруч            | М'яч             | Булави           | Стрічка          | Загалом          | Місце            |
| ---------------- | ------------- | ------------ | ------------ | ------------ | ------------ | ------------ | ------------ | ---------------- | ---------------- | ---------------- | ---------------- | ---------------- | ---------------- |
| Сабіна Аширбаєва | Індивідуальні | 17.183       | 17.283       | 17.400       | 17.366       | 69.232       | 12           | Завершила виступ | Завершила виступ | Завершила виступ | Завершила виступ | Завершила виступ | Завершила виступ |

### Стрибки на батуті
Казахстан надіслав на Олімпіаду одного стрибуна на батуті, отримавши Запрошення тристоронньої комісії, як країна з другим найвищим рейтингом на Олімпійському тестовому турнірі з гімнастики 2016 у Ріо-де-Жанейро.
| Спортсмен       | Дисципліна | Кваліфікація | Кваліфікація | Фінал           | Фінал           |
| Спортсмен       | Дисципліна | Результат    | Місце        | Результат       | Місце           |
| --------------- | ---------- | ------------ | ------------ | --------------- | --------------- |
| Пірмаммад Алієв | чоловіки   | 105.890      | 12           | Завершив виступ | Завершив виступ |

## Дзюдо
Казахстан виставив на Олімпійські ігри шість спортсменів у кожній з наведених нижче вагових категорій. Четверо з них (троє чоловіків і одна жінка) були в числі 22-х для чоловіків і 14-ти для жінок претендентів за рейтинг листом IJF станом на 30 травня 2016 року, тоді як Маріан Урдабаєва у легкій вазі (до 57 кг) кваліфікувалася за континентальною квотою від Азійського регіону, як дзюдока з найвищим рейтингом від Казахстану поза межами прямого потрапляння черед світовий рейтинг-лист.
Маючи найвищий рейтинг поза межами перших 22-х місць рейтингу, Дідар Хамза здобув вакантне місце в категорії до 73 кг, оскільки канадець Артур Маргелідон не поїхав на змагання через перелом передпліччя.
| Спортсмен            | Категорія            | Раунд 1/64                   | Раунд 1/32                          | Раунд 1/16                      | Чвертьфінали                      | Півфінали                     | Втішний поєдинок               | Фінал / BM                      | Фінал / BM       |
| Спортсмен            | Категорія            | Суперник Результат           | Суперник Результат                  | Суперник Результат              | Суперник Результат                | Суперник Результат            | Суперник Результат             | Суперник Результат              | Місце            |
| -------------------- | -------------------- | ---------------------------- | ----------------------------------- | ------------------------------- | --------------------------------- | ----------------------------- | ------------------------------ | ------------------------------- | ---------------- |
| Єлдос Сметов         | до 60 кг (чоловіки)  | Bye                          | Мохамед Ель-Кавіса (LBA) W 100–000  | Ешлі Маккензі (GBR) W 001–000   | Дійорбек Урозбоєв (UZB) W 001–000 | Орхан Сафаров (AZE) W 010–000 | Bye                            | Беслан Мудранов (RUS) L 000–010 | 2                |
| Жансай Смагулов      | до 66 кг (чоловіки)  | Яспер Лефевр (BEL) W 000–000 | Ан Ба Ул (KOR) L 000–110            | Завершив виступ                 | Завершив виступ                   | Завершив виступ               | Завершив виступ                | Завершив виступ                 | Завершив виступ  |
| Дідар Хамза          | до 73 кг (чоловіки)  | Файє Нджие (GAM) W 002–000   | Рустам Оруджев (AZE) L 000–000 S    | Завершив виступ                 | Завершив виступ                   | Завершив виступ               | Завершив виступ                | Завершив виступ                 | Завершив виступ  |
| Максим Раков         | до 100 кг (чоловіки) | Bye                          | Григорій Мінашкін (EST) W 000–000 S | Лукаш Крпалек (CZE) L 000–000 S | Завершив виступ                   | Завершив виступ               | Завершив виступ                | Завершив виступ                 | Завершив виступ  |
| Отгонцецег Галбадрах | до 48 кг (жінки)     | Н/Д                          | Bye                                 | Тасіана Ліма (GBS) W 010–010 S  | Амі Кондо (JPN) L 010–100         | Завершила виступ              | Черновіцкі Ева (HUN) W 100–000 | Діяріс Местре (CUB) W 100–000   | 3                |
| Маріан Урдабаєва     | до 63 кг (жінки)     | Н/Д                          | Ян Цзюнься (CHN) L 000–100          | Завершила виступ                | Завершила виступ                  | Завершила виступ              | Завершила виступ               | Завершила виступ                | Завершила виступ |

## Сучасне п'ятиборство
Казахстан виставив на Ігри двох сучасних п'ятиборців. Олена Потапенко кваліфікувалася, посівши найвище місце серед претенденток поза межами першої п'ятірки на Чемпіонаті Азії та Океанії 2015. Тоді як учасник Олімпійських ігор 2012 Павло Ільяшенко отримав місце, від якого відмовився кореєць, як претендент, що посів найвище місце серед спортсменів, які ще не кваліфікувалися, на тому самому змаганні.
| Спортсмен       | Дисципліна | Фехтування (шпага, один дотик) | Фехтування (шпага, один дотик) | Фехтування (шпага, один дотик) | Фехтування (шпага, один дотик) | Плавання (200 м вільним стилем) | Плавання (200 м вільним стилем) | Плавання (200 м вільним стилем) | Верхова їзда (конкур) | Верхова їзда (конкур) | Верхова їзда (конкур) | Комбіновано: стрільба/біг (10 м, пневматичний пістолет)/(3200 м) | Комбіновано: стрільба/біг (10 м, пневматичний пістолет)/(3200 м) | Комбіновано: стрільба/біг (10 м, пневматичний пістолет)/(3200 м) | Загалом очок | Підсумкове місце |
| Спортсмен       | Дисципліна | RR                             | BR                             | Місце                          | Очки                           | Час                             | Місце                           | Очки                            | Штрафні очки          | Місце                 | Очки                  | Час                                                              | Місце                                                            | Очки                                                             | Загалом очок | Підсумкове місце |
| --------------- | ---------- | ------------------------------ | ------------------------------ | ------------------------------ | ------------------------------ | ------------------------------- | ------------------------------- | ------------------------------- | --------------------- | --------------------- | --------------------- | ---------------------------------------------------------------- | ---------------------------------------------------------------- | ---------------------------------------------------------------- | ------------ | ---------------- |
| Павло Ільяшенко | чоловіки   | 18–17                          | 0                              | 21                             | 208                            | 2:06.19                         | 27                              | 322                             | EL                    | =33                   | 0                     | 11:29.79                                                         | 17                                                               | 611                                                              | 1141         | 35               |
| Олена Потапенко | жінки      | 17–18                          | 0                              | 20                             | 202                            | 2:11.52                         | 5                               | 306                             | 7                     | 7                     | 293                   | 13:07.48                                                         | 22                                                               | 513                                                              | 1314         | 10               |

## Академічне веслування
Казахстан здобув по одному місцю на змагання одиночок серед чоловіків і жінок за результатами Континентальної кваліфікаційної регати Азії та Океанії 2016, що пройшла в Чхунджу (Південна Корея).
| Спортсмен           | Дисципліна          | Відбіркові запливи | Відбіркові запливи | Втішний заплив | Втішний заплив | Чвертьфінали | Чвертьфінали | Півфінали | Півфінали | Фінал   | Фінал |
| Спортсмен           | Дисципліна          | Час                | Місце              | Час            | Місце          | Час          | Місце        | Час       | Місце     | Час     | Місце |
| ------------------- | ------------------- | ------------------ | ------------------ | -------------- | -------------- | ------------ | ------------ | --------- | --------- | ------- | ----- |
| Владислав Яковлєв   | одиночки (чоловіки) | 7:38.65            | 5 R                | 12:04.17       | 5 SE/F         | Bye          | Bye          | 11:45.22  | 4 FF      | 7:21.61 | 31    |
| Світлана Германович | одиночки (жінки)    | 9:34.15            | 5 R                | 8:00.42        | 3 SE/F         | Bye          | Bye          | 8:29.81   | 1 FE      | 8:38.25 | 26    |

Пояснення до кваліфікації: FA=Фінал A (за медалі); FB=Фінал B (не за медалі); FC=Фінал C (не за медалі); FD=Фінал D (не за медалі); FE=Фінал E (не за медалі); FF=Фінал F (не за медалі); SA/B=Півфінали A/B; SC/D=Півфінали C/D; SE/F=Півфінали E/F; QF=Чвертьфінали; R=Втішний заплив

## Стрільба
Казахські стрільці кваліфікувалися на змагання в наведених нижче дисциплінах, завдяки своїм найкращим результатам у серії Кубка світу 2015 і Чемпіонату Азії, оскільки виконали норматив (MQS) до 31 березня 2016 року.
| Спортсмен          | Дисципліна                                       | Кваліфікація | Кваліфікація | Півфінал         | Півфінал         | Фінал            | Фінал            |
| Спортсмен          | Дисципліна                                       | Очки         | Місце        | Очки             | Місце            | Очки             | Місце            |
| ------------------ | ------------------------------------------------ | ------------ | ------------ | ---------------- | ---------------- | ---------------- | ---------------- |
| Володимир Ісаченко | пневматичний пістолет, 10 метрів (чоловіки)      | 579          | 23           | Н/Д              | Н/Д              | Завершив виступ  | Завершив виступ  |
| Володимир Ісаченко | пістолет, 50 метрів (чоловіки)                   | 536          | 36           | Н/Д              | Н/Д              | Завершив виступ  | Завершив виступ  |
| Рашид Юнусметов    | пневматичний пістолет, 10 метрів (чоловіки)      | 567          | 40           | Н/Д              | Н/Д              | Завершив виступ  | Завершив виступ  |
| Рашид Юнусметов    | пістолет, 50 метрів (чоловіки)                   | 553          | 13           | Н/Д              | Н/Д              | Завершив виступ  | Завершив виступ  |
| Юрій Юрков         | пневматична гвинтівка, 10 метрів (чоловіки)      | 615.3        | 44           | Н/Д              | Н/Д              | Завершив виступ  | Завершив виступ  |
| Юрій Юрков         | гвинтівка лежачи, 50 метрів (чоловіки)           | 621.4        | 25           | Н/Д              | Н/Д              | Завершив виступ  | Завершив виступ  |
| Юрій Юрков         | гвинтівка з трьох положень, 50 метрів (чоловіки) | 1167         | 29           | Н/Д              | Н/Д              | Завершив виступ  | Завершив виступ  |
| Марія Дмитрієнко   | трап (жінки)                                     | 66           | 8            | Завершила виступ | Завершила виступ | Завершила виступ | Завершила виступ |
| Єлизавета Король   | пневматична гвинтівка, 10 метрів (жінки)         | 410.6        | 37           | Н/Д              | Н/Д              | Завершила виступ | Завершила виступ |
| Єлизавета Король   | гвинтівка з трьох положень, 50 метрів (жінки)    | 575          | 26           | Н/Д              | Н/Д              | Завершила виступ | Завершила виступ |

Пояснення до кваліфікації: Q = Пройшов у наступне коло; q = Кваліфікувався щоб змагатись у поєдинку за бронзову медаль

## Плавання
Наведені нижче казахські спортсмени виконали кваліфікаційні стандарти (до 2-х плавців у кожній дисципліні за Олімпійським кваліфікаційним нормативом (OQT), і потенційно по 1 плавцеві за Нормативом олімпійського відбору (OST)):
| Спортсмен        | Дисципліна                       | Попередній заплив | Попередній заплив | Півфінал         | Півфінал         | Фінал            | Фінал            |
| Спортсмен        | Дисципліна                       | Час               | Місце             | Час              | Місце            | Час              | Місце            |
| ---------------- | -------------------------------- | ----------------- | ----------------- | ---------------- | ---------------- | ---------------- | ---------------- |
| Дмитро Баландін  | 100 метрів брасом (чоловіки)     | 59.47             | 9 Q               | 59.45            | 8 Q              | 59.85            | 8                |
| Дмитро Баландін  | 200 метрів брасом (чоловіки)     | 2:09.00           | 6 Q               | 2:08.20          | 8 Q              | 2:07.46 NR       | 1                |
| Віталій Худяков  | марафон 10 кілометрів (чоловіки) | Н/Д               | Н/Д               | Н/Д              | Н/Д              | DSQ              | DSQ              |
| Катерина Руденко | 100 метрів на спині (жінки)      | 1:01.28           | 20                | Завершила виступ | Завершила виступ | Завершила виступ | Завершила виступ |

## Синхронне плавання
Казахстан надіслав на Олімпійські ігри двох синхронних плавчинь, змагатись серед дуетів, завдяки їхньому 10-му місцю на Олімпійському тестовому турнірі FINA, що пройшов у Ріо-де-Жанейро.
| Спортсменки                     | Дисципліна | Довільна програма (попередня) | Довільна програма (попередня) | Обов'язкова програма | Обов'язкова програма             | Обов'язкова програма | Довільна програма (фінал) | Довільна програма (фінал)        | Довільна програма (фінал) |
| Спортсменки                     | Дисципліна | Очки                          | Місце                         | Очки                 | Загалом (обов'язкова + довільна) | Місце                | Очки                      | Загалом (обов'язкова + довільна) | Місце                     |
| ------------------------------- | ---------- | ----------------------------- | ----------------------------- | -------------------- | -------------------------------- | -------------------- | ------------------------- | -------------------------------- | ------------------------- |
| Олександра Неміч Катерина Неміч | дует       | 81.400                        | 15                            | 81.4686              | 162.8686                         | 15                   | Завершили виступ          | Завершили виступ                 | Завершили виступ          |

## Настільний теніс
Казахстан виставив на Олімпійські ігри одного настільного тенісиста, вперше від Олімпіади 2008. Кирило Герасименко здобув одну із шести путівок, що залишались, на Азійському кваліфікаційному турнірі в Гонконгу.
| Спортсмен          | Змагання                    | Попередній раунд   | Раунд 1                     | Раунд 2            | Раунд 3            | Раунд 1/16         | Чвертьфінали       | Півфінали          | Фінал / BM         | Фінал / BM      |
| Спортсмен          | Змагання                    | Суперник Результат | Суперник Результат          | Суперник Результат | Суперник Результат | Суперник Результат | Суперник Результат | Суперник Результат | Суперник Результат | Місце           |
| ------------------ | --------------------------- | ------------------ | --------------------------- | ------------------ | ------------------ | ------------------ | ------------------ | ------------------ | ------------------ | --------------- |
| Кирило Герасименко | одиночний розряд (чоловіки) | Bye                | Адам Паттантьуш (HUN) L 1–4 | Завершив виступ    | Завершив виступ    | Завершив виступ    | Завершив виступ    | Завершив виступ    | Завершив виступ    | Завершив виступ |

## Тхеквондо
Казахстан надіслав трьох спортсменів на змагання тхеквондистів. Руслан Жапаров, Айнур Єсбергенова і Джансель Деніз кваліфікувалися на Олімпіаду, посівши одне з перших двох місць у своїх вагових категоріях на Азійському кваліфікаційному турнірі 2016, що пройшов у Манілі (Філіппіни).
| Спортсмен         | Змагання               | Раунд 1/16                   | Чвертьфінали       | Півфінали          | Втішний поєдинок         | Фінал / BM         | Фінал / BM       |
| Спортсмен         | Змагання               | Суперник Результат           | Суперник Результат | Суперник Результат | Суперник Результат       | Суперник Результат | Місце            |
| ----------------- | ---------------------- | ---------------------------- | ------------------ | ------------------ | ------------------------ | ------------------ | ---------------- |
| Руслан Жапаров    | понад 80 кг (чоловіки) | Радік Ісаєв (AZE) L 2–11     | Завершив виступ    | Завершив виступ    | Чха Тон Мін (KOR) L 8–15 | Завершив виступ    | 7                |
| Айнур Єсбергенова | до 49 кг (жінки)       | Луція Занінович (CRO) L 7–18 | Завершила виступ   | Завершила виступ   | Завершила виступ         | Завершила виступ   | Завершила виступ |
| Джансель Деніз    | до 67 кг (жінки)       | Цзяцзя Чуан (TPE) L 2–16 PTG | Завершила виступ   | Завершила виступ   | Завершила виступ         | Завершила виступ   | Завершила виступ |

## Теніс
Казахстан виставив на Олімпіаду чотирьох тенісистів. Учасники Олімпійських ігор 2012 Михайло Кукушкін (№ 61 в рейтинг-листі ATP) і Галина Воскобоєва (№ 451 WTA) разом з новачкою Юлією Путінцевою (№ 35 WTA), кваліфікувались напряму, оскільки в цих рейтингах станом на 6 червня 2016 року були серед 56 спортсменів, які підлягали потраплянню. Воскобоєва також кваліфікувалася на змагання в парі, разом зі своєю партнеркою по Лондону Ярославою Шведовою.
20 липня 2016 року Кукушкін оголосив про свою відмову від участі в Іграх через травму, якої він зазнав на Вімблдоні. Через дев'ять днів таку саму заяву зробила Путінцева через травму плеча.
| Спортсмен                          | Дисципліна               | Раунд 1/64                  | Раунд 1/32                                           | Раунд 1/16         | Чвертьфінали       | Півфінали          | Фінал / BM         | Фінал / BM       |
| Спортсмен                          | Дисципліна               | Суперник Результат          | Суперник Результат                                   | Суперник Результат | Суперник Результат | Суперник Результат | Суперник Результат | Місце            |
| ---------------------------------- | ------------------------ | --------------------------- | ---------------------------------------------------- | ------------------ | ------------------ | ------------------ | ------------------ | ---------------- |
| Ярослава Шведова                   | жіночий одиночний турнір | Місакі Дой (JPN) L 3–6, 4–6 | Завершила виступ                                     | Завершила виступ   | Завершила виступ   | Завершила виступ   | Завершила виступ   | Завершила виступ |
| Ярослава Шведова Галина Воскобоєва | жіночий парний турнір    | Н/Д                         | Кірстен Фліпкенс / Яніна Вікмаєр (BEL) L 1–6, 0–1ret | Завершили виступ   | Завершили виступ   | Завершили виступ   | Завершили виступ   | Завершили виступ |

## Важка атлетика
Казахстан отримав квоту щонайбільше шість місць для чоловіків і чотири - для жінок за результатами їхнього загальнокомандного рейтингу на Чемпіонатах світу 2014 2015. Збірна повинна була розподілити ці місця між окремими спортсменами до 20 червня 2016.
22 червня 2016 року Міжнародна федерація важкої атлетики позбавити Казахстан по одному місцю серед чоловіків і жінок через "численні допінгові порушення" впродовж кваліфікаційного періоду.
12 липня 2016 року Казахстан оголосив повний склад важкоалетичної команди, на чолі з учасником Олімпійських ігор Олександром Зайчиковим.
Чоловіки
| Спортсмен          | Категорія | Ривок     | Ривок | Поштовх   | Поштовх | Загалом | Місце |
| Спортсмен          | Категорія | Результат | Місце | Результат | Місце   | Загалом | Місце |
| ------------------ | --------- | --------- | ----- | --------- | ------- | ------- | ----- |
| Арлі Чонтей        | до 56 кг  | 130       | 5     | 148       | 6       | 278     | 4     |
| Фархад Харкі       | до 62 кг  | 135       | 3     | 170       | 2       | 305     | 3     |
| Ніджат Рагімов     | до 77 кг  | 165       | 3     | 214       | 1       | 379     | 1     |
| Денис Уланов       | до 85 кг  | 175       | 4     | 215       | 4       | 390     | 4     |
| Олександр Зайчиков | до 105 кг | 193       | 3     | 223       | 3       | 416     | 3     |

Жінки
| Спортсменка        | Категорія | Ривок     | Ривок | Поштовх   | Поштовх | Загалом | Місце |
| Спортсменка        | Категорія | Результат | Місце | Результат | Місце   | Загалом | Місце |
| ------------------ | --------- | --------- | ----- | --------- | ------- | ------- | ----- |
| Маргарита Єлісєєва | до 48 кг  | 80        | 9     | 106       | 4       | 186     | 5     |
| Каріна Горічева    | до 63 кг  | 111       | 2     | 132       | 3       | 243     | 3     |
| Жазіра Жаппаркуль  | до 69 кг  | 115       | 2     | 144       | 2       | 259     | 2     |

## Боротьба
Казахстан виставив на Олімпійські ігри шість борців у вагових категоріях, які вказані нижче. Троє кваліфікувалися, посівши одне з перших шести місць у своїй вазі на Чемпіонаті світу 2015: вільна боротьба до 57 кг серед чоловіків, а також греко-римська боротьба до 59 і 75 кг. Проте більшість казахських борців кваліфікувалися, потрапивши до перших чотирьох місць на Азійському кваліфікаційному турнірі 2016.
13 червня 2016 року Казахстан оголосив свій склад на змагання з боротьби. Серед учасників - дворазова олімпійська медалістка Гюзель Манюрова, яка виступатиме на своїй третій Олімпіаді.
Легенда:
- VT – Перемога на туше.
- PP – Перемога за очками – з технічними очками в того, хто програв.
- PO – Перемога за очками – без технічних очок в того, хто програв.
- ST – Перемога за явної переваги – різниця в очках становить принаймні 8 (греко-римська боротьба) або 10 (вільна боротьба) очок, без технічних очок у того, хто програв.
- SP – Перемога за явної переваги – різниця в очках становить принаймні 8 (греко-римська боротьба) або 10 (вільна боротьба) очок, з технічними очками в того, хто програв.

Чоловіки
Вільна боротьба
| Спортсмен          | Змагання  | Кваліфікація                       | Раунд 1/16                           | Чвертьфінал                     | Півфінал                     | Втішний поєдинок 1 | Втішний поєдинок 2         | Фінал / BM                    | Фінал / BM |
| Спортсмен          | Змагання  | Суперник Результат                 | Суперник Результат                   | Суперник Результат              | Суперник Результат           | Суперник Результат | Суперник Результат         | Суперник Результат            | Місце      |
| ------------------ | --------- | ---------------------------------- | ------------------------------------ | ------------------------------- | ---------------------------- | ------------------ | -------------------------- | ----------------------------- | ---------- |
| Нуріслам Санаєв    | до 57 кг  | Bye                                | Владімер Хінчегашвілі (GEO) L 1–3 PP | Завершив виступ                 | Завершив виступ              | Bye                | Гаджі Алієв (AZE) L 1–3 PP | Завершив виступ               | 12         |
| Галімжан Уссербаєв | до 74 кг  | Євгеній Недялко (MDA) W 4–1 SP     | Ліван Лопес (CUB) W 3–1 PP           | Сосуке Такатані (JPN) W 3–1 PP  | Хассан Яздані (IRI) L 0–4 ST | Bye                | Bye                        | Сонер Демірташ (TUR) L 0–3 PO | 5          |
| Аслан Кахідзе      | до 86 кг  | Омаргаджі Магомедов (BLR) L 1–3 PP | Завершив виступ                      | Завершив виступ                 | Завершив виступ              | Завершив виступ    | Завершив виступ            | Завершив виступ               | 12         |
| Мамед Ібрагімов    | до 97 кг  | Bye                                | Даніель Діас (VEN) W 4–0 ST          | Елізбар Одікадзе (GEO) L 1–3 PP | Завершив виступ              | Завершив виступ    | Завершив виступ            | Завершив виступ               | 8          |
| Даулет Шабанбай    | до 125 кг | Bye                                | Ібрагім Сайдау (BLR) L 0–3 PO        | Завершив виступ                 | Завершив виступ              | Завершив виступ    | Завершив виступ            | Завершив виступ               | 17         |

Греко-римська боротьба
| Спортсмен         | Змагання  | Кваліфікація                     | Раунд 1/16                      | Чвертьфінал        | Півфінал           | Втішний поєдинок 1         | Втішний поєдинок 2              | Фінал / BM         | Фінал / BM |
| Спортсмен         | Змагання  | Суперник Результат               | Суперник Результат              | Суперник Результат | Суперник Результат | Суперник Результат         | Суперник Результат              | Суперник Результат | Місце      |
| ----------------- | --------- | -------------------------------- | ------------------------------- | ------------------ | ------------------ | -------------------------- | ------------------------------- | ------------------ | ---------- |
| Алмат Кебіспаєв   | до 59 кг  | Ібрагім Лабазанов (RUS) W 3–0 PO | Сінобу Ота (JPN) L 0–3 PO       | Завершив виступ    | Завершив виступ    | Гамід Сурян (IRI) W 5–0 VT | Стіг Андре Берге (NOR) L 0–3 PO | Завершив виступ    | 7          |
| Досжан Картіков   | до 75 кг  | Зураб Датунашвілі (GEO) W 3–0 PO | Ельвін Мурсалієв (AZE) L 1–3 PP | Завершив виступ    | Завершив виступ    | Завершив виступ            | Завершив виступ                 | Завершив виступ    | 10         |
| Нурмахан Тиналієв | до 130 кг | Bye                              | Едуард Попп (GER) L 1–3 PP      | Завершив виступ    | Завершив виступ    | Завершив виступ            | Завершив виступ                 | Завершив виступ    | 14         |

Жінки
Вільна боротьба
| Спортсменка        | Змагання | Кваліфікація        | Раунд 1/16                       | Чвертьфінал                 | Півфінал                       | Втішний поєдинок 1  | Втішний поєдинок 2                   | Фінал / BM                     | Фінал / BM |
| Спортсменка        | Змагання | Суперниця Результат | Суперниця Результат              | Суперниця Результат         | Суперниця Результат            | Суперниця Результат | Суперниця Результат                  | Суперниця Результат            | Місце      |
| ------------------ | -------- | ------------------- | -------------------------------- | --------------------------- | ------------------------------ | ------------------- | ------------------------------------ | ------------------------------ | ---------- |
| Жулдиз Ешимова     | до 48 кг | Bye                 | Ері Тосака (JPN) L 0–3 PO        | Завершила виступ            | Завершила виступ               | Bye                 | Хейлі Аугелло (USA) W 3–1 PP         | Сунь Янань (CHN) L 0–4 ST      | 5          |
| Катерина Ларіонова | до 63 кг | Bye                 | Марія Мамашук (BLR) L 1–3 PP     | Завершила виступ            | Завершила виступ               | Bye                 | Генна Юганссон (SWE) W 5–0 VT        | Олена Пирожкова (USA) W 5–0 VT | 3          |
| Ельміра Сиздикова  | до 69 кг | Bye                 | Наталія Воробйова (RUS) L 1–3 PP | Завершила виступ            | Завершила виступ               | Bye                 | Очирбатин Насанбурмаа (MGL) W 3–1 PP | Енас Мостафа (EGY) W 3–1 PP    | 3          |
| Гюзель Манюрова    | до 75 кг | Bye                 | Жанетт Немет (HUN) W 4–1 SP      | Аннабель Алі (CMR) W 3–1 PP | Катерина Букіна (RUS) W 5–0 VT | Bye                 | Bye                                  | Еріка Вібе (CAN) L 0–3 PO      | 2          |